# Indianapolis 500 1985

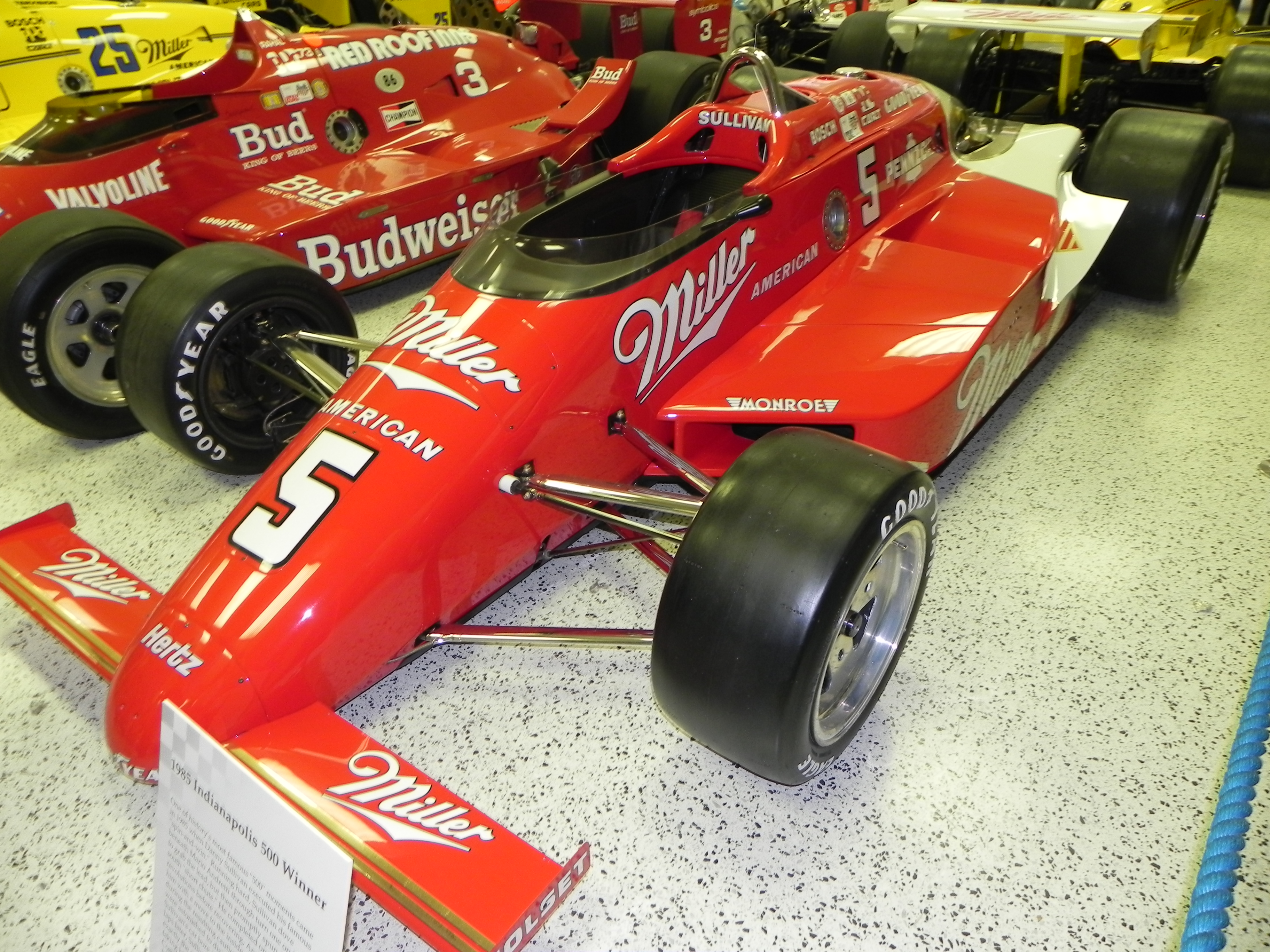
Das Siegerauto von 1985 des Team Penske

Das 69. Indianapolis 500 (offiziell 69th Running of the Indianapolis 500) auf dem Indianapolis Motor Speedway fand am 26. Mai 1985 statt und ging über eine Distanz von 200 Runden à 4,023 km, was einer Gesamtdistanz von 804,672 km entspricht.

## Startaufstellung
| Reihe | Innen            | Mitte                 | Außen             |
| ----- | ---------------- | --------------------- | ----------------- |
| 1     | Pancho Carter    | Scott Brayton         | Bobby Rahal       |
| 2     | Mario Andretti   | Emerson Fittipaldi    | Don Whittington   |
| 3     | Al Unser         | Danny Sullivan        | Geoff Brabham     |
| 4     | Rick Mears       | Al Unser jr.          | Bill Whittington  |
| 5     | Tom Sneva        | Dick Simon            | Michael Andretti  |
| 6     | Roberto Guerrero | Danny Ongais          | Josele Garza      |
| 7     | Howdy Holmes     | Arie Luyendyk         | A. J. Foyt        |
| 8     | Ed Pimm          | Raul Boesel           | John Paul jr.     |
| 9     | Chip Ganassi     | Johnny Parsons        | Jim Crawford      |
| 10    | George Snider    | Tony Bettenhausen jr. | Johnny Rutherford |
| 11    | Derek Daly       | Kevin Cogan           | Rich Vogler       |

## Klassifikationen

### Endergebnis
| Pos. | Nr. | Name                  | Chassis | Motor     | Zeit/Rückstand               | Start | Qualifikation ø 4 Rd. mph |
| ---- | --- | --------------------- | ------- | --------- | ---------------------------- | ----- | ------------------------- |
| 1    | 5   | Danny Sullivan        | March   | Cosworth  | 3:16:06,069 Std. 152,982 mph | 8     | 210,298                   |
| 2    | 3   | Mario Andretti (W)    | March   | Cosworth  | 200 Rd.                      | 4     | 211,576                   |
| 3    | 9   | Roberto Guerrero      | March   | Cosworth  | 200                          | 16    | 208,061                   |
| 4    | 11  | Al Unser (W)          | Lola    | Cosworth  | 199                          | 7     | 210,523                   |
| 5    | 76  | Johnny Parsons        | March   | Cosworth  | 198                          | 26    | 205,778                   |
| 6    | 21  | Johnny Rutherford (W) | March   | Cosworth  | 198                          | 30    | 208,254                   |
| 7    | 61  | Arie Luyendyk (R)     | March   | Cosworth  | 198                          | 20    | 206,004                   |
| 8    | 99  | Michael Andretti      | March   | Cosworth  | 196                          | 15    | 208,185                   |
| 9    | 98  | Ed Pimm (R)           | March   | Cosworth  | 195                          | 22    | 205,723                   |
| 10   | 33  | Howdy Holmes          | March   | Cosworth  | 194                          | 19    | 206,372                   |
| 11   | 18  | Kevin Cogan           | Lola    | Cosworth  | 191                          | 32    | 206,367                   |
| 12   | 29  | Derek Daly            | March   | Cosworth  | 189                          | 31    | 207,548                   |
| 13   | 40  | Emerson Fittipaldi    | Eagle   | Cosworth  | 188                          | 5     | 211,322                   |
| 14   | 12  | Bill Whittington      | March   | Cosworth  | 183 (Unfall)                 | 12    | 209,006                   |
| 15   | 43  | John Paul jr. (R)     | March   | Cosworth  | 164 (Unfall)                 | 24    | 206,340                   |
| 16   | 34  | Jim Crawford (R)      | March   | Cosworth  | 142 (Elektrik)               | 27    | 205,525                   |
| 17   | 25  | Danny Ongais          | March   | Cosworth  | 141 (Motor)                  | 17    | 207,220                   |
| 18   | 23  | Raul Boesel (R)       | March   | Cosworth  | 134 (Kühlung)                | 23    | 206,498                   |
| 19   | 7   | Geoff Brabham         | Lola    | Cosworth  | 130 (Motor)                  | 9     | 210,074                   |
| 20   | 2   | Tom Sneva (W)         | Lola    | Cosworth  | 123 (Unfall)                 | 13    | 208,927                   |
| 21   | 1   | Rick Mears (W)        | March   | Cosworth  | 122 (Kupplung)               | 10    | 209,796                   |
| 22   | 84  | Chip Ganassi          | Eagle   | Cosworth  | 121 (Kraftstoffzufuhr)       | 25    | 206,104                   |
| 23   | 60  | Rich Vogler (R)       | March   | Cosworth  | 119 (Unfall)                 | 33    | 205,653                   |
| 24   | 20  | Don Whittington       | March   | Cosworth  | 97 (Motor)                   | 6     | 210,992                   |
| 25   | 30  | Al Unser jr.          | March   | Cosworth  | 91 (Motor)                   | 11    | 209,215                   |
| 26   | 22  | Dick Simon            | March   | Cosworth  | 86 (Ölpumpe)                 | 14    | 208,536                   |
| 27   | 10  | Bobby Rahal           | Lola    | Cosworth  | 84 (Auspuffanlage)           | 3     | 211,818                   |
| 28   | 14  | A. J. Foyt (W)        | March   | Chevrolet | 62 (Frontflügel)             | 21    | 205,783                   |
| 29   | 97  | Tony Bettenhausen jr. | Lola    | Cosworth  | 31 (Radlager)                | 29    | 204,824                   |
| 30   | 37  | Scott Brayton         | March   | Buick     | 19 (Zylinder)                | 2     | 212,354                   |
| 31   | 55  | Josele Garza          | Lola    | Cosworth  | 15 (Motor)                   | 18    | 206,677                   |
| 32   | 44  | George Snider         | March   | Cosworth  | 13 (Motor)                   | 28    | 205,455                   |
| 33   | 6   | Pancho Carter         | March   | Buick     | 6 (Ölpumpe)                  | 1     | 212,583                   |

(W)=früherer Gewinner / (R)=Rookie / alle Starter auf Goodyear-Reifen / Gelbphasen: 8 für 41 Rd.

## Führungsrunden
| Fahrer             | Team               | Anzahl |
| ------------------ | ------------------ | ------ |
| Mario Andretti     | Newman/Haas Racing | 107    |
| Danny Sullivan     | Team Penske        | 67     |
| Bobby Rahal        | Truesports         | 14     |
| Emerson Fittipaldi | Patrick Racing     | 11     |
| Scott Brayton      | Brayton Racing     | 1      |